# Masdevallia sertula
Masdevallia sertula är en orkidéart som beskrevs av Carlyle August Luer och Angel Andreetta. Masdevallia sertula ingår i släktet Masdevallia och familjen orkidéer. Inga underarter finns listade i Catalogue of Life.